# Jisra'el Kesar
Jisra'el Kesar (hebrejsky ישראל קיסר‎; 20. května 1931 – 8. září 2019) byl izraelský politik a poslanec za strany Ma'arach a Stranu práce. Na přelomu 80. a 90. let stál v čele odborového svazu Histadrut a v první polovině 90. let pak působil jako ministr dopravy v izraelské vládě.

## Biografie
Narodil se ve městě Saná v Jemenu. V roce 1933 rodina imigrovala (alija) do britské mandátní Palestiny. Svou povinnou vojenskou službu v Izraelských obranných silách zakončil v hodnosti kapitána. Vystudoval ekonomii a sociologii na Hebrejské univerzitě v Jeruzalémě a na Telavivské univerzitě.
V roce 1966 začal být činný v odborovém svazu Histadrut, a to nejprve jako jeho pokladník (1973–1977), následně jako předseda Dělnické společnosti (1977–1984) a nakonec jako jeho generální tajemník (1984–1992).
V roce 1984 byl zvolen poslancem Knesetu za stranu Ma'arach. Svůj poslanecký mandát v následujících letech obhájil jak ve volbách v roce 1988, tak v roce 1992. Po druhých zmíněných byl jmenován ministrem dopravy ve vládě Jicchaka Rabina a v této funkci setrval až do roku 1996. Byl jedním z prvních iniciátorů výstavby Telavivského metra. O svůj poslanecký a ministerský post přišel ve volbách v roce 1996.